# Internationaler Arbeitskreis Druck- und Mediengeschichte
Der Arbeitskreis Druckgeschichte (kurz IAD) wurde 1983 von Claus Walther Gerhardt gegründet. 2003 erfolgte die Umbenennung in Internationaler Arbeitskreis Druck- und Mediengeschichte e.V. (kurz IADM) und der Eintrag ins Vereinsregister der Stadt Leipzig. Die Geschäftsstelle hat ihren Sitz im Deutschen Zeitungsmuseum im saarländischen Wadgassen. Vorstandsvorsitzender ist seit dem Jahr 1999 Harry Neß, Offenbach.

## Zielsetzung
Der IADM fördert die Erforschung der Druck- und Mediengeschichte. Er untersucht und beschreibt die technischen Artefakte zur Vervielfältigung von Text und Bild in ihren Wirkungen als Ursache und Folge gesellschaftlicher Bewegungen. Die Forschungsergebnisse sollen das Verständnis über gegenwärtige und zukünftige Arbeitsbedingungen, technische Entwicklungen und Zivilisationsprozesse erhellen. Dafür werden unter anderem auch Erkenntnisse der Buch-, Technik-, Geschichts- und Sozialwissenschaften herangezogen.
Der Arbeitskreis vereint historisch Interessierte aus Bibliotheken und aus der Berufspraxis, Künstler und Grafiker, Experten aus Forschungsinstituten unterschiedlicher Wissenschaftszweige, Kustoden technikwissenschaftlicher Sammlungen in Museen sowie private Sammler. Seine zentralen Anliegen sind, mit Tagungen und Veröffentlichungen die Fachöffentlichkeit zu erreichen und ein Netzwerk zu Fragen der Museumsdidaktik, des angewandten Handlungswissens an Maschinen und Werkzeugen sowie der Druck- und Mediengeschichtsforschung zu bilden.
Gemeinsame Projekte wurden bislang durchgeführt mit der Georg-Agricola-Gesellschaft e.V. (Jahrestagung Heidelberg 1997), der Abteilung Musikwissenschaft im Institut für Kunstgeschichte und Musikwissenschaft der Johannes Gutenberg-Universität Mainz und dem Offenbacher Haus der Stadtgeschichte (Fachtagung Offenbach 2015), mit der Internationalen Senefelder-Stiftung e.V., Offenbach (Buchprojekt Geschichte der Lithographie und Steindrucktechnik 2011) und der Association of European Printing Museums e.V.  (Jahrestagung Valkenswaard/Niederlande 2016).

## Veröffentlichungen

### Journal für Druckgeschichte
In den Jahren 1988 bis 1993 erschienen fünf Ausgaben der damals noch eigenständigen Publikation, verlegt und produziert von Eckehart SchumacherGebler. Seit 1995 erscheint das Journal für Druckgeschichte im Fachmagazin Deutscher Drucker, seit 1997 regelmäßig viermal, seit 2012 dreimal jährlich. Verantwortliche Redakteurin und Gestalterin ist seit dem Jahr 2000 Silvia Werfel.

### Beiträge zur Druckgeschichte
Zwischen 2001 und 2008 erschienen fünf Bände, darunter sind Tagungsdokumentationen mit Vorträgen und Forschungsberichten sowie Publikationen zu besonderen Anlässen:
- Band 1 (2001) zur Jahrestagung in Grevenmacher/Luxemburg: Kultur- und Technikgeschichte der Spielkartenherstellung
- Band 2 (2003) zur Jahrestagung in Stuttgart: Druckfarbe zwischen Alchemie und Hightech.
- Band 3 (2007) zur Jahrestagung in Leipzig: Der maschinelle Bleisatz – Aspekte zur Technik-, Sozial- und Wirtschaftsgeschichte.
- Band 4 (2006) Buchwesen Druckgeschichte. Kleine Schriften 3 von Claus W. Gerhardt. Zu seinem 80. Geburtstag.
- Band 5 (2008) Druckgeschichte 2.0. – Festschrift 25 Jahre Internationaler Arbeitskreis Druck- und Mediengeschichte.
- In Kooperation mit der Internationalen Senefelder-Stiftung (2011): Geschichte der Lithographie und Steindrucktechnik1971 bis 2011: 40 Jahre Internationale Sendefelder-Stiftung in Offenbach

### Webarchiv Schwarze Kunst. EUROPA-GUIDE zur Druck- und Papiergeschichte
Die  Datenbank entstand im Rahmen eines Projektes im Deutschen Zeitungsmuseum, Wadgassen. Sie enthält Adressen und Links zu mehr als 150 europäischen Museen, historischen Sammlungen und Werkstätten aus 19 Nationen.